# Oldřich Lajsek
Oldřich Lajsek (ur. 8 lutego 1925, zm. 2 października 2001 w Pradze) – czeski malarz, projektant, grafik i nauczyciel sztuki. Członek Związku Czechosłowackich Artystów, a także założyciel i przewodniczący artystycznego stowarzyszenia o nazwie Grupa Ośmiu Artystów. W 1985 roku Lajsek został uhonorowany państwowym wyróżnieniem za Wybitne Osiągnięcia. W swoim artystycznym dorobku ma ponad 3000 prac, spośród których 1800 trafiło do prywatnych kolekcji. 

## Życie
Lajsek urodził się 8 lutego 1925 roku w miejscowości Křesetice, położonej niedaleko Kutnej Hory w środkowych Czechach, pochodził z rodziny kupieckiej. W 1944 r. ukończył Wyższą Przemysłową Szkołę Mechaniki i Budowy Maszyn w Kutnej Horze. Podczas II wojny światowej uczestniczył w powstańczej organizacji Pięść, gdzie walczył przeciwko nazistom okupującym Czechosłowację. Po II wojnie światowej przeniósł się do Pragi, gdzie pracował w Czechosłowackim Związku Przemysłowym. W latach 1946–1950 studiował na Uniwersytecie Karola w Pradze i to w tym okresie odkrył w sobie artystyczne zdolności. W 1966 roku obronił kolejny dyplom z ekonomii. Po studiach pracował jako nauczyciel, między innymi od 1955 roku był profesorem w Szkole Sztuki Użytkowej w Pradze.
Lajsek osiągnął sukces w swojej artystycznej karierze stosunkowo szybko. W 1955 roku został zaakceptowany do towarzystwa Štursa, a później do VI střediska. Brał udział w konkursie na renowację Narodowego Teatru w Pradze. Od 1965 roku był członkiem Związku Czechosłowackich Artystów. W 1960 roku ustanowił własne stowarzyszenie o nazwie Grupa Ośmiu Artystów, którego był głównym przewodniczącym. Główne założenia tego związku obejmowały organizację edukacyjnych, artystycznych wydarzeń w okolicznych miasteczkach i poszukiwanie nowych miejsc do organizacji wystaw. W 1985 roku został uhonorowany przez prezydenta Republiki Czeskiej państwowym wyróżnieniem za Wybitne Osiągnięcia. Zmarł w wieku 76 lat.

## Obrazy
Jego prace malarskie były bardzo różnorodne gatunkowo. Lajsek tworzył obrazy  abstrakcyjne, realistyczne i surrealistyczne. Jednakże nurt z którego zasłynął to malarstwo krajobrazowe, w obrębie którego był uznany za jednego z lepszych czechosłowackich artystów swego czasu. Lajsek inspirował się swoim rodzinnym regionem, praskimi ulicami a także swoimi zagranicznymi podróżami do Grecji i Jugosławii.